# Promazina
Promazina (Sparine) é um medicamento que pertence à classe dos antipsicóticos fenotiazídicos. Um antigo medicamento usado para tratar a esquizofrenia, é ainda prescrito, ao lado de novos agentes, tais como a olanzapina e a quetiapina. Tem efeitos colaterais predominantemente anticolinérgicos, embora efeitos colaterais secundários e sintomas extrapiramidais não sejam incomuns.